# Dentiraja lemprieri
Dentiraja lemprieri is een vissensoort uit de familie van de Rajidae. De wetenschappelijke naam van de soort is voor het eerst geldig gepubliceerd in 1845 door Richardson.